# Mikalaj Sihnevič
Mikalaj Jaŭhenavič Sihnevič (in bielorusso Мікалай Яўгенавіч Сігневіч?; Brėst, 20 febbraio 1992) è un calciatore bielorusso, attaccante del Tobyl.

## Palmarès

### Club

#### Competizioni nazionali
- Supercoppa di Bielorussia: 3

BATĖ Borisov: 2014, 2015, 2016
- Campionato bielorusso: 3

BATĖ Borisov: 2014, 2015, 2016
- Coppa di Bielorussia: 2

BATĖ Borisov: 2014-2015, 2020-2021

### Individuale
- Capocannoniere della Coppa del Kazakistan: 1

2024 (3 reti)